# Зискинд, Евгений Моисеевич
Евгений Моисеевич Зискинд (6 июня 1926, Харьков — 28 апреля 1988, Харьков) — украинский советский артист цирка, режиссёр, искусствовед. Главный режиссёр Харьковского государственного цирка (1953—1974). Кандидат искусствоведения (1971).

## Биография
В 17-летнем возрасте начал работать в Харьковском театре эстрады и миниатюр. Студентом участвовал в цирковых парадах, клоунских антре (в роли Белого клоуна).
В 1953 году окончил режиссёрский факультет Харьковского института театрального искусства. Ученик Леонтия Дубовика. Сразу же после окончания института был приглашён на работу в Харьковском цирке в качестве режиссёра, вскоре назначен главным режиссёром (1953—1974).
С 1960 года вёл класс цирковой режиссуры в Харьковском институте театрального искусства. Доцент.
Занимался цирковедением, в 1970—1988 годах — преподаватель режиссуры Харьковского института культуры. Кандидат искусствоведения (с 1971).
С 1975 года, продолжая педагогическую деятельность, стал директором и художественным руководителем Харьковского филиала Всесоюзной дирекции по подготовке цирковых программ, аттракционов и номеров, где ежегодно выпускалось более 20 произведений циркового искусства.
Поставил спектакль «Путешествие в Индию», иллюзионный аттракцион под руководством А. А. Фурманова, номер Л. А. Безано «Гималайские медведи», «Цирковые сувениры», «Про клоуна Макса, мальчика Лёню и красное знамя» и др.
Сочетая научную деятельность с практикой, написал книгу «Режиссёр на арене цирка» (М.: Искусство, 1971). В течение жизни коллекционировал книги, посвященные цирку.
Похоронен на 2-м городском кладбище Харькова.